# 徳永豊 (経営学者)
徳永 豊（とくなが ゆたか、1929年12月29日 - 2015年10月31日）は、日本のマーケティング学者、明治大学名誉教授。
1929年 12月29日 山口県下関市で生まれる。1947年 4月明治大学 専門部商科に入学、1950年 3月卒業。その後、同年4月に明治大学 商学部商学科(旧制)に入学、1953年に同課程 卒業。1953年 4月～1956年 3月まで東京青色申告会連合会に勤務。1956年 4月 明治大学 商学部 助手、1958年 5月～ 1961年 3月 同大学同学部 専任講師、1961年 4月～1966年 3月 助教授、1966年 4月～2000年 3月 教授、この間、同学部学部長、大学院研究科長を歴任。また、1972年～1973年にはアメリカ合衆国オハイオ州立大学 客員研究員、1996年にはアメリカ合衆国シアトル市のワシントン大学での客員教授を経て、わが国初の日米研究者共同執筆による『詳解 マーケティング事典』(同文舘）、『マーケティング英和辞典』(同文舘）を出版した。学外・社会貢献活動にも多数かつ長年従事し、2009年には瑞宝中綬章 受勲している。明治大学商学部でのゼミナールは38期に亘り、数多くのビジネスならびにキー・パーソンを輩出（現在も活躍）している。下記のごとく、著書・論文も多数執筆し、明治大学退任後は、2000年 5月～2009年 3月まで愛知工業大学で情報科学部学部長、大学院情報研究科長を担任し、2015年10月に他界した。

## 経歴
- 1929年 12月29日 山口県下関市で生まれる
- 1947年 4月～1950年 3月　明治大学 専門部商科 卒業
- 1950年 4月～ 1953年 3月　明治大学 商学部商学科 卒業 (旧制)
- 1953年 4月～1956年 3月　東京青色申告会連合会勤務
- 1956年 4月～1958年 3月　明治大学 商学部 助手
- 1958年 5月～ 1961年 3月　明治大学 商学部 専任講師
- 1961年 4月～1966年 3月　明治大学 商学部 助教授
- 1966年 4月～2000年 3月　明治大学 商学部 教授
- 1978年 10月～1980年 9月　明治大学 商学部二部 主任
- 1992年 10月～1994年 9月　明治大学 商学部長
- 1966年 4月～2000年 3月　明治大学 大学院 商学研究科担当
- 1966年 4月～1968年 3月　多摩大学 経営学部 非常勤講師
- 1969年 4月～1990年 3月　和光大学 経済学部 非常勤講師
- 1971年 4月～ 1973年 3月　法政大学 経済学部 非常勤講師
- 1972年 4月～ 1973年 3月　オハイオ州立大学 客員研究員
- 1983年 4月～1984年 4月　明治大学 社会科学研究所 国内研究員
- 1996年 4月～1996年 10月　アメリカ合衆国シアトル市ワシントン大学(University of Washington) 客員研究員
- 2000年 5月～ 　明治大学名誉教授
- 2000年 5月～2004年 3月　愛知工業大学 情報科学部学部長
- 2004年 4月～2009年 3月　愛知工業大学 経営情報科学部 客員教授および情報科学研究科大学院 客員教授
- 2015年 10月31日　死去

## 受賞歴
- 2009年5月　瑞宝中綬章 受勲[1]

## 学外活動関係
- 1956年 5月～ 1976年 5月　日本商業学会 幹事
- 1966年 10月～1980年 10月　日本広告学会 理事
- 1968年 10月～1989年 10月　日本経営診断学会 理事
- 1976年 5月～1992年 5月　日本商業学会 研究理事
- 1986年 2月～1988年 1月　文部省 学術審議会 専門委員
- 1986年 4月～1994年 9月　日本学術会議 第 3部会 連絡委員会 委員1986年 4月～1994年 5月　日本経済学会 連合評議委員
- 1989年 10月～1994年 10月　日本経営診断学会 常任理事
- 1992年 5月～1994年 5月　日本商業学会 常任理事
- 1994年 10月～2002年 10月　日本経営診断学会 会長
- 2002年 11月～   日本経営診断学会 名誉会長

## 社会活動関係
- 1961年 4月～1963年 3月　(株)中小企業診断協会　中小企業診断士　試験制度委員会委員
- 1963年 4月～1965年 3月　(株)中小企業診断協会　中小企業診断士　試験問題委員
- 1963年 4月～1967年 3月　通商産業省　産業構造審議会　流通分科会委員
- 1978年 4月～1987年 3月　(株)中小企業診断協会　中小企業診断士　試験問題委員
- 1983年 9月～1985年 9月　通商産業省　大規模小売店舗特別委員
- 1985年 9月～1987年 9月　通商産業省　大規模小売店舗特別委員
- 1987年 4月～2009年 3月　社団法人民間活力開発機構　理事　事業化委員長
- 1987年 9月～1989年 9月　通商産業省　大規模小売店舗特別委員
- 1989年 9月～1991年 9月　通商産業省　大規模小売店舗特別委員
- 1991年 4月～1993年 3月　通商産業省　21世紀流通ビジョン委員会委員
- 1991年 4月～2009年 3月　労働省　中央職業能力開発協会　ビジネスキャリア認定制度高度訓練コース推進研究委員会委員
- 1991年 4月～2009年 3月　労働省　中央職業能力開発協会　「営業マーケティング」部会　委員長
- 1991年 9月～1993年 9月　通商産業省　大規模小売店舗特別委員
- 1998年 4月～1999年 6月　中小企業事業団　ベンチャー事業委員会
- 1998年 4月～1999年 3月　中小企業庁指導部　指導事業の見直しに関する研究会　座長（中小企業診断業等に関する答申案の策定）
- 2007年10月～2009年 3月　社団法人民間活力開発機構　イノベーション・クーリエ研究会委員

## 著書

### 単著
- 『マーケティング戦略論』（同文舘、1966年6月） - 1967年度日本商業学会賞受賞
- 『商店経営入門』（同文舘、1967年5月）
- 『経営診断入門』（同文舘、1967年6月）
- 『消費者行動』（地方銀行協会、1969年8月）
- 『ショッピングセンターの理論』（同文舘、1971年4月） - 1972年度日本商業学会賞受賞
- 『意思決定の構造』（地方銀行協会、1972年8月）
- 『価格政策』（産業能率短期大学、1973年7月）
- 『80年代の小売業の課題と展望』（明治屋流通問題研究会、1976年5月）
- 『商業診断の進め方』（企業経営通信学院、1977年4月）
- 『戦略的商品管理』（同文舘、1978年5月）
- 『戦略的商品管理 (改定増補版)』（同文舘、1980年10月）
- 『ポイント総点検 流通マン入門・再入門』（ダイヤモンド社、1980年10月）
- 『アメリカの流通業の歴史に学ぶ』（中央経済社、1990年 2月）
- 『アメリカの流通業の歴史に学ぶ (改定増補版)』（中央経済社、1992年6月）

### 共著・担当執筆
- 『販売管理会諭』（同文舘、1957年12月）坂本清・徳永豊共著  - 1958年度日本商業学会賞受賞
- 『現代経営学全集マーケティング』（中央公論社、1959年8月） 在庫管理担当執筆
- 『企業診断ハンドブック:商業編上』（同文舘、1959年11月） 仕入・在庫担当執筆 中小企業診断協会編
- 『マーケティング・ハンドブック』（同文舘、1961年11月）林久吉・清水晶・原田俊夫・宇野政雄編
- 『経営学全集 マーケティング・マネジメント』（青木書院、1962年9月）清水晶編 - マーケテイングチヤネル・価格政策担当執筆
- 『市場開発A B C』（日本工業新聞社、1963年9月） 徳永豊・村田昭二・田内幸一 ・出牛正芳共著
- 『新製品開発の戦略』（同文舘、1963年10月） 清水晶・三上富三郎・坂本清・徳永豊共著
- 『マーケティング・コミユニケーシヨン』（博報堂、1963年10月）  深見義一 ・清水品・原田俊夫・小林太三郎・徳永豊・正田喜久雄共著
- 『商品の仕入れと管理』（同文舘、1965年6月） 徳永豊・出牛正芳共著
- 『マーケティング講座2 価格政策』深見義一編（有斐閣、1966年9月） - 「地域価格政策」担当執筆
- 『改定マーケティング通論』 清水品編（同文舘、1967年6月） - 「売価戦略」担当執筆
- 『広告論』（有斐閣、1969年2月）
- 『例解販売の管理と診断』（同友館、1976年7月）清水晶・徳永豊共著
- 『ビジネス演習』（同友館、1978年6月） 三上富三郎・徳永豊・稲川和男共著
- 『マーケティングの基礎(1)』（有斐閣、1979年2月）
- 『マーケテインクの管理と診断』（同友館、1979年2月） 徳永豊・井上崇通・森博隆・小川智由・大友純共著
- 『初版　例解マーケテインクの管理と診断』（同友館、1989年3月） 徳永豊・井上崇通・森博隆・小川智由・大友純共著
- 『改訂版　例解マーケテインクの管理と診断』（同友館、1990年10月） 徳永豊・井上崇通・森博隆・小川智由・大友純共著
- 『多頻度小口配送』 中小企業診断協会編（同友館、1992年3月）
- 『現代経営診断辞典』 日本経営診断学会編（同友館、1994年5月） 「戦略経営」執筆担当
- 『改訂版第10刷　例解マーケテインクの管理と診断』（同友館、1996年3月） 徳永豊・井上崇通・森博隆・小川智由・大友純共著
- 『マーケティング・情報科学読本』マーケティング情報研究会編（同友館、2002年7月） 「マーケティング情報の領域と今日的課題」担当執筆
- 『温泉療養学』（(社)民間活力開発機構、2006年3月）平成17年度地域資源活用型健康サービス.人材育成事業(社) 民間活力開発機構

### 翻訳書
- 『企業競争と法律規制』(同文舘、1968年), Marshall C. Howard, Legal Aspects of Marketing,(McGraw· Hill book Co,1964), 徳永豊 ・関川左木夫・稲川和男・楠井裕章 訳.
- 『プロモーション戦略] (1974年)（単訳), Harper W. Boyd, Jr., and Sidney J. Levy.Promotion: A Behavioral View,(Harper Prentice-Hall, 1967) .
- 『意思決定の構造』(同文舘、1975年）(共訳), David W. Miller and Martin K. Starr,The Structure of Human Decisions,(Prentice-Hall(1967), 徳永豊・稲川和男 訳.
- 『夢ヲ起ス戦略  ニューベンチャー分析』(単訳), Dennis R. Costello,New Venture Analysis. (Irwin, 1985).
- 『戦略市場計画：競争優位の追求』(同友館、1992年)(共訳), George S. Day, Strategic Market Planning: The Pursuit of Competitive Advantage, (West Publishing Co.1984) , 徳永豊・井上崇通・佐々木茂・首藤禎史 訳
- 『改定版 ニューベンチャー分析：企業内ベンチャーの調査 計画 資金調達』(同文舘、1998年）(単訳),  Dennis R. Costello,New Venture Analysis. (Irwin, 1985).
- 『市場駆動型の戦略価値創造のプロセス』(同友館、1998年)（共訳),  George S. Day, Market Driven Strategy; Processes for Creative Value,(The Free Press, 1990) , 徳永豊・井上崇通・篠原敏彦・小林ー・首藤禎史・森博隆 訳.
- 『ニューベンチャー戦略』(同友館、1999年)（共著), Karl H. Vesper,New Venture Strategy, (Prentice-Hall, 1990), 徳永豊・井上崇通 小林ー・篠原敏彦・ニ瓶善博・森博隆.
- 『市場駆動型の組織 市場から考える戦略と組織の再構築』(同友館2005年)（共著), George S. Day, The Market Driven Organization ;Understanding, Attracting, and Keeping Valuable Customers, (The Free Press, 1999), 徳永豊・井上崇通・篠原敏彦 訳

### 編著
- 『マーケティングの新展開』（誠文堂新光社、1968年9月） 徳永豊編著　村田昭二・田島義博・清水滋・徳永豊・坂井幸三郎・出牛正芳・吉村寿・田内幸一
- 『現代マーケティング』（東京教学社、1985年3月） 徳永豊編著
- 『マーケティング英和辞典』（同文舘、1989年10月） 徳永豊・Dマクラクラン・Hタムラ共著
- 『詳細マーケティング辞典』（同文舘、1989年10月） 徳永豊・Dマクラクラン・Hタムラ共著
- 『マーケティング概要』（企業経営通信学院、1995年10月） 徳永豊編著
- 『マーケティング総論』（企業経営通信学院、1995年10月） 徳永豊編著
- 『マーケティング概要』（PHP研究所、1996年5月） 徳永豊編著